# Journal of Transfusion Medicine
Journal of Transfusion Medicine – kwartalnik Instytutu Hematologii i Transfuzjologii wydawany przez Wydawnictwo Via Medica. Redaktorem naczelnym jest dr hab. Magdalena Łętowska. Zastępcą redaktora naczelnego jest prof. Jerzy Windyga.
W skład rady naukowej wchodzą samodzielni pracownicy naukowi z tytułem profesora lub doktora habilitowanego z Polski oraz z zagranicy. Artykuły ukazują się w języku polskim (drukowane są także abstrakty w języku angielskim).

## Działy
- artykuły redakcyjne
- prace oryginalne
- prace poglądowe
- sprawozdania, komunikaty

## Indeksacja
- Index Copernicus (IC)

Współczynniki cytowań:
- Index Copernicus (2009): 3,97[3]

Na liście czasopism punktowanych przez polskie Ministerstwo Nauki znajduje się w części B z sześcioma punktami.